# Dolmen de Mons
Le dolmen de Mons, appelé aussi dolmen du Chausse ou dolmen de Chausse, est un dolmen situé dans la commune de Saint-Georges, dans le département français du Cantal. 

## Historique
Le site est fouillé en 1877 par Jean-Baptiste Delort. Le dolmen fait l'objet d'un classement aux monuments historiques depuis le 22 mai 1980.

## Description
C'est un dolmen simple composé de deux orthostates latéraux et d'une dalle de chevet, l'ensemble étant recouvert d'une unique table de couverture. Les dalles de basalte proviennent du village de Mons situé à un kilomètre. L'ensemble est ceinturé par des murets. La chambre est accessible par un petit couloir aux murs en pierres sèches. Le tumulus ne parvient qu'à mi-hauteur des orthostates et ne devait pas recouvrir le dolmen à l'origine.
Au Néolithique, au moins sept individus ont été inhumés dans la chambre funéraire, puis celle-ci a été définitivement close par un mur et l'ensemble du monument a été recouvert de pierres. À l'Âge du bronze, deux corps sont incinérés et les cendres sont déposées sous des blocs du tumulus mais le dolmen reste inviolé. À l'Âge du fer, plusieurs tumuli sont érigés aux alentours du site, constituant peu à peu la petite nécropole des tumuli de Chausse. Ultérieurement, les travaux agricoles transforment le tumulus du dolmen en tas d'épierrement, ce qui contribue à la protection du monument.

## Mobilier archéologique
Le mobilier funéraire découvert se compose de grandes lames et d'armatures de flèches en silex, de 775 anneaux en bronze, de perles, d'un bracelet et de tessons de céramique. L'ensemble du matériel est conservé au musée de Saint-Flour.